# Nozomi Okuhara
Nozomi Okuhara (Nagano, 13 de março de 1995) é uma jogadora de badminton japonesa, medalhista olímpica.

## Carreira
Nozomi Okuhara representou seu país nos Jogos Olímpicos de Verão de 2016 conquistando a medalha de bronze, no individual feminino na Rio 2016.